# Superior (Nebraska)
Superior è un comune degli Stati Uniti d'America, situato in Nebraska, nella contea di Nuckolls.

## Cultura
A Superior è ambientato il romanzo L'uomo che mangiò il 747 di Ben Sherwood.